# Fraser Canyon
Fraser Canyon är en kanjon i Kanada.   Den ligger i provinsen British Columbia, i den södra delen av landet, 3 400 km väster om huvudstaden Ottawa. Fraser Canyon ligger 873 meter över havet.
Terrängen runt Fraser Canyon är bergig söderut, men norrut är den kuperad. Trakten runt Fraser Canyon är nära nog obefolkad, med mindre än två invånare per kvadratkilometer.. Närmaste större samhälle är Yale, 7,9 km söder om Fraser Canyon. 
I omgivningarna runt Fraser Canyon växer i huvudsak barrskog.